# ATEX
ATEX staat voor de Franse benaming ATmosphères EXplosibles en wordt als synoniem gebruikt voor twee Europese richtlijnen op het gebied van explosiegevaar onder atmosferische omstandigheden.
Sinds 1 juli 2003 moeten organisaties in de EU waar explosiegevaar bestaat voldoen aan de nieuwe ATEX 153-richtlijn (richtlijn 1999/92/EG). Een andere richtlijn is de ATEX 114-richtlijn (richtlijn 2014/34/EU), deze richtlijn is speciaal voor apparatuur die gebruikt wordt op plaatsen waar explosiegevaar is.
De gangbare namen ATEX 153 en ATEX 114 zijn geen officiële namen. Deze nummering stamt af van de hoofdstukken uit het Europese Verdrag van Lissabon.

## Explosiebeveiliging
Explosieve atmosferen kunnen ontstaan door brandbare gassen, damp, nevel of stof. Als hiervan genoeg aanwezig is, kan dit, vermengd met de omgevingslucht (zuurstof) en een ontstekingsbron, tot een explosie leiden. Explosies kunnen dodelijk letsel, zwaargewonden en/of grote materiële schade veroorzaken. Door een van deze drie factoren te elimineren, kunnen explosies voorkomen worden.
Principes voor explosiebeveiliging:
1. Primair - Voorkomen dat er een explosieve atmosfeer kan ontstaan door het wegnemen of weghouden van alle brandbare stoffen en/of zuurstof
2. Secundair - Elimineren ontstekingsbronnen (speciale behuizingen, intrinsiek veilig maken)
3. Tertiair - In uiterste geval, explosies gecontroleerd toelaten en beperken van de gevolgen door explosiebestendige constructies (bijvoorbeeld breekplaten, vlamdovers)

In veel bedrijven kan de aanwezigheid van brandbare stoffen niet voorkomen worden en omdat in bedrijfsomgevingen vaak mensen werken is het veelal niet praktisch om zuurstof weg te halen. De meest praktische manier om explosies te voorkomen is om de ontstekingsbron te elimineren.

## ATEX-richtlijn 2014/34/EU

Het "Epsilon-x"-teken op explosieveilige apparaten

De ATEX productrichtlijn 2014/34.EU (ook bekend als 'ATEX 114') beschrijft voorschriften voor apparaten (elektrisch en niet-elektrisch) en beveiligingssystemen op plaatsen ("zones") waar stof- of gasexplosiegevaar kan optreden. Deze richtlijn is in Nederland opgenomen in het Warenwetbesluit explosieveilig materieel en beschrijft de algemene veiligheidsdoelen. Specifieke eisen zijn opgenomen in Europese en internationale normen (onder andere EN-IEC 60079).
Explosieveilig materieel dat aan de voorschriften van ATEX 114 voldoet moet gemerkt zijn met het communautaire "Epsilon x" logo in een regelmatig zeskant. Hier geldt geen plicht tot een gele achtergrond. Voor dat materiaal moet de leverancier een CE-verklaring van overeenstemming afleveren.
Sinds 20 april 2016 vervangt richtlijn 'ATEX 114' de vorige richtlijn 'ATEX 95'.
De 'ATEX 114' resulteert in een CE product markering. De procedure voor productcertificatie wordt beschreven in de richtlijn. Voor verschillende procedures dient beroep te worden gedaan op een Notified Body. Verschillende bedrijven zijn aangemeld voor deze certificatie: bijvoorbeeld Vinçotte, Intertek, Sira, Baseefa, Lloyd's, TÜV ICQC.

## ATEX-richtlijn 1999/92/EG

Waarschuwing voor mogelijk explosieve atmosfeer

De ATEX bedrijfsrichtlijn 1999/92/EG (ook bekend als 'ATEX 153') beschrijft voor werkgevers de minimum veiligheidseisen om een gezonde en veilige werkomgeving te creëren voor werknemers die door explosieve atmosferen gevaar kunnen lopen. In België is deze richtlijn geïmplementeerd met een KB van 26 maart 2003, betreffende het welzijn van werknemers die door explosieve atmosferen gevaar kunnen lopen. Voor Nederland zijn deze richtlijnen opgenomen in de Arbowet- en regelgeving.
Explosiegevaarlijk gebied dient voor werknemers duidelijk te worden gekenmerkt met een waarschuwingsdriehoek welke in zwart de tekst "EX" op een gele achtergrond bevat.
Een van de verplichtingen van ATEX 153, artikel 8, voor werkgevers/eigenaren is opstellen en onderhouden van explosieveiligheidsdocumenten (Explosion Protection Document, EPD). Belangrijkste onderdelen hierin zijn:
- gevarenzone-indeling op basis van frequentie en duur
- identificatie en beoordeling explosierisico's
- opstellen en plannen van maatregelen om tot een veilige werkomgeving te komen

Gelijktijdig met de vernieuwing van ATEX 95 door ATEX 114 (sinds 20 april 2016) is ATEX 137 ongewijzigd omgedoopt tot ATEX 153.

### Zone-indelingen
Onderdeel van ATEX 153 is een risico-inventarisatie met het vaststellen van explosiegevaarlijke zones. Binnen deze zones moet dan ATEX 114 goedgekeurde apparatuur toegepast worden. Explosiegevaarlijk gebied kan in de volgende gevarenzones worden ingedeeld:
| Zone | Omschrijving |
| ---- | --- |
| 0    | een explosief gasmengsel is voortdurend of gedurende lange perioden aanwezig (meer dan 10% van de bedrijfsduur van een installatie of van de duur van een activiteit)                           |
| 1    | kans op aanwezigheid van een explosief gasmengsel onder normaal bedrijf is groot (tussen 0,1% en 10% van de bedrijfsduur van een installatie of van de duur van een activiteit)                 |
| 2    | kans op aanwezigheid van een explosief gasmengsel is gering en slechts gedurende korte tijd (minder dan 0,1% van de bedrijfsduur van een installatie of van de duur van een activiteit)         |
| 20   | een explosiegevaarlijke stofwolk is voortdurend of gedurende lange perioden aanwezig (meer dan 10% van de bedrijfsduur van een installatie of van de duur van een activiteit)                   |
| 21   | kans op aanwezigheid van een explosiegevaarlijke stofwolk onder normaal bedrijf is groot (tussen 0,1% en 10% van de bedrijfsduur van een installatie of van de duur van een activiteit)         |
| 22   | kans op aanwezigheid van een explosiegevaarlijke stofwolk is gering en slechts gedurende korte tijd (minder dan 0,1% van de bedrijfsduur van een installatie of van de duur van een activiteit) |